# Ana Betancourt
Ana María Betancourt, patriota cubana nacida en Camagüey el 14 de diciembre de 1832. Muere el 7 de febrero de 1901 en Madrid, España. Una de las precursoras en la lucha por los derechos de la mujer.

## Niñez y primeros estudios
Por su condición de haber nacido en una familia acaudalada, a Ana Betancourt le fue factible recibir una educación pragmática como correspondía a las mujeres de la época, sobre bordados, tejidos, cocina, y atenciones hogareñas. 

## Madurez
Ya una vez mayor de edad conoció al joven Ignacio Mora de la Pera, proveniente también de una ilustre familia de abolengo con quien contrae nupcias el 17 de agosto de 1854 en la Iglesia de la Soledad. Quiso Ignacio Mora que su esposa no solo se ocupara en los quehaceres domésticos como era de esperarse, así que promovió el ávido interés de Ana en ampliar sus conocimientos. Gracias a esto y su dedicación a los estudios, pudo estudiar inglés y francés y alimentar su espíritu con rica literatura, llegando a convertirse en una mujer cultivada.

## Labor revolucionaria
Las corrientes independentistas que corrían por la Isla de Cuba en los años antes del inicio de la lucha por la independencia de España van abrazando el corazón de la joven pareja que cada vez desarrolla más sus sentimientos patrióticos por ver su tierra libre. Mora, de ideas avanzadas, parte junto a Ignacio Agramonte a luchar por la libertad de Cuba en noviembre de 1868, días después de la clarinada de Carlos Manuel de Céspedes, en La Demajagua. Ana le despide y le alienta: "Por ti y por mí, lucha por la libertad". 
Poco después y a causa de sus ideas, tuvo Ana que partir hacia la manigua junto con su esposo, con quien comparte todos sus sufrimientos. En la Asamblea de Guáimaro defendió el derecho de la mujer a ser reconocida como igual y a que se le permitiese luchar por la libertad de su patria. Es capturada en julio de 1871 en La Rosalía, cerca del Chorrillo (Najasa) donde el enemigo los sorprende. Una rápida estratagema de Ana permite escapar a Ignacio Mora, pero las tropas españolas la detienen y la llevan presa hasta un campamento en las cercanías de Santa Cruz del Sur, donde enferma de reuma a causa de la dura vida en el campo y la influencia de la intemperie, sufre el horrible espectáculo de los abusos con los prisioneros. Meses después es deportada, en octubre de 1871, y sale a bordo del vapor City of Merida hacia Nueva York

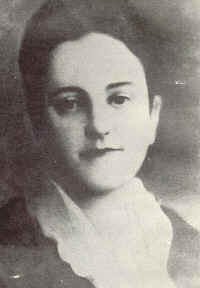
Ana Betancourt en su juventud.

## Sufrimientos
En el exilio forzado fuera de su anhelada isla, se dedica a dar clases a otros cubanos emigrantes en países como Jamaica británica y El Salvador. En 1875 recibe la trágica noticia del fusilamiento de su adorado compañero por fuerzas militares españolas. Regresa a Cuba, pero la pérdida la hace sufrir de forma espantosa. Obtuvo de un general español el diario de campaña de su esposo, el que transcribió con el sufrimiento de conocer todo por lo que había pasado. Una hermana le pide viajar a Madrid para residir con ella y desde allí prosigue su conspiración por la libertad de la patria. Apoyan la recogida de fondos para ayudar la lucha insurrecta y se mantiene atenta a la salida de tropas españolas hacia la isla caribeña en guerra. 
A la edad de 69 años contrae una bronconeumonía fulminante que le produce la muerte en esa capital europea el 7 de febrero de 1901, justo atravesando los preparativos para regresar a Cuba.

## Conmemoración
En su atributo fue creada la Orden Ana Betancourt al mérito, otorgada a aquellas mujeres que por su acción y labor hayan contribuido a la defensa de los valores femeninos y revolucionarios, que demuestren méritos revolucionarios e internacionalistas o de gran valor en algún frente de trabajo de interés nacional. En un principio fue ideada esta orden como máximo galardón a ser otorgado por la Federación de Mujeres Cubanas (FMC). Desde 1979 fue elevada al grado de Premio de Estado.
- Datos: Q4750322
- Multimedia: Ana Betancourt / Q4750322